# 舊福布斯敦 (加利福尼亞州)
舊福布斯敦（英語：Old Forbestown）是位於美國加利福尼亞州比尤特縣的一個非建制地區。該地的面積和人口皆未知。

## 地理
舊福布斯敦的座標為39°31′41″N 121°16′51″W / 39.52806°N 121.28083°W，而該地的平均海拔高度為872米（即2861英尺）。